# 寺浦克敏
寺浦 克敏（てらうら かつとし、1985年 - ）は、日本の空手選手。大阪府出身。極真空手二段。身長181cm、体重95kg。一般社団法人極真会館（全日本極真連合会）関西総本部所属。

## 主な戦績＆タイトル
- 2013年6月30日、第29回全日本ウエイト制空手道選手権大会 重量級 5位
- 2010年6月27日、第26回全日本ウエイト制空手道選手権大会 重量級 4位
- 2009年12月13日、第41回全日本空手道選手権大会 優勝
- 2009年6月21日、極真連合杯 第1回ワールドカップ空手道選手権大会 重量級 優勝
- 2008年11月9日、第40回全日本空手道選手権大会 準優勝
- 2008年6月22日、第25回全日本ウエイト制空手道選手権大会 重量級 ベスト8
- 2008年1月20日、第2回極真連合杯 世界空手道選手権大会 無差別級 3位
- 2007年6月30日、毎日テレビ せやねん! に出演。「カラテ王子」の愛称を授かる。
- 2007年6月24日、第24回全日本ウエイト制空手道選手権大会 重量級 優勝
- 2007年1月27日、サトリ道場主催エスパーニャ国際大会（スペイン） 3位
- 2006年11月12日、第38回全日本空手道選手権大会 7位 敢闘賞
- 2006年7月2日、第23回全日本ウエイト制空手道選手権大会 重量級 優勝
- 2005年6月26日、第22回全日本ウエイト制空手道選手権大会 重量級 3位
- 2005年10月16日、第37回全日本空手道選手権大会 準優勝
- 2005年12月11日、'05韓国オープン 第1回全韓国空手道選手権大会 優勝
- 2004年7月4日、第21回全日本ウエイト制空手道選手権大会 ベスト4
- 2004年10月24日、第36回全日本空手道選手権大会 ベスト16
- 2003年6月15日、第20回全日本ウエイト制空手道選手権大会 ベスト8
- 2002年12月1日、第34回全日本空手道選手権大会 ベスト16